# 夏月润
夏月润（1878年—1931年），字云础，男，安徽怀宁人，中国京剧演员、戏剧活动家。

## 家庭
父亲夏奎章，哥哥夏月珊。岳父谭鑫培。